# Chaetodon xanthocephalus
Chaetodon xanthocephalus là một loài cá biển thuộc chi Cá bướm (phân chi Rabdophorus) trong họ Cá bướm. Loài này được mô tả lần đầu tiên vào năm 1833.

## Từ nguyên
Từ định danh xanthocephalus được ghép bởi hai âm tiết trong tiếng Hy Lạp cổ đại: xanthós (ξανθός; "có màu vàng") và kephalḗ (κεφαλή; "đầu"), hàm ý đề cập đến vùng màu vàng cam ở vùng dưới đầu và ngực của loài cá này.

## Phạm vi phân bố và môi trường sống
Dọc theo bờ biển Đông Phi đến Durban (Nam Phi), C. xanthocephalus được phân bố trải dài về phía đông, băng qua hầu hết các đảo quốc trên Ấn Độ Dương đến quần đảo Andaman và Nicobar (Ấn Độ), bờ tây Thái Lan và phía bắc đảo Sumatra (Indonesia).
C. xanthocephalus sinh sống tập trung ở những khu vực mà tảo và san hô phát triển phong phú trên các rạn viền bờ và trong đầm phá, độ sâu đến ít nhất là 30 m.

## Mô tả

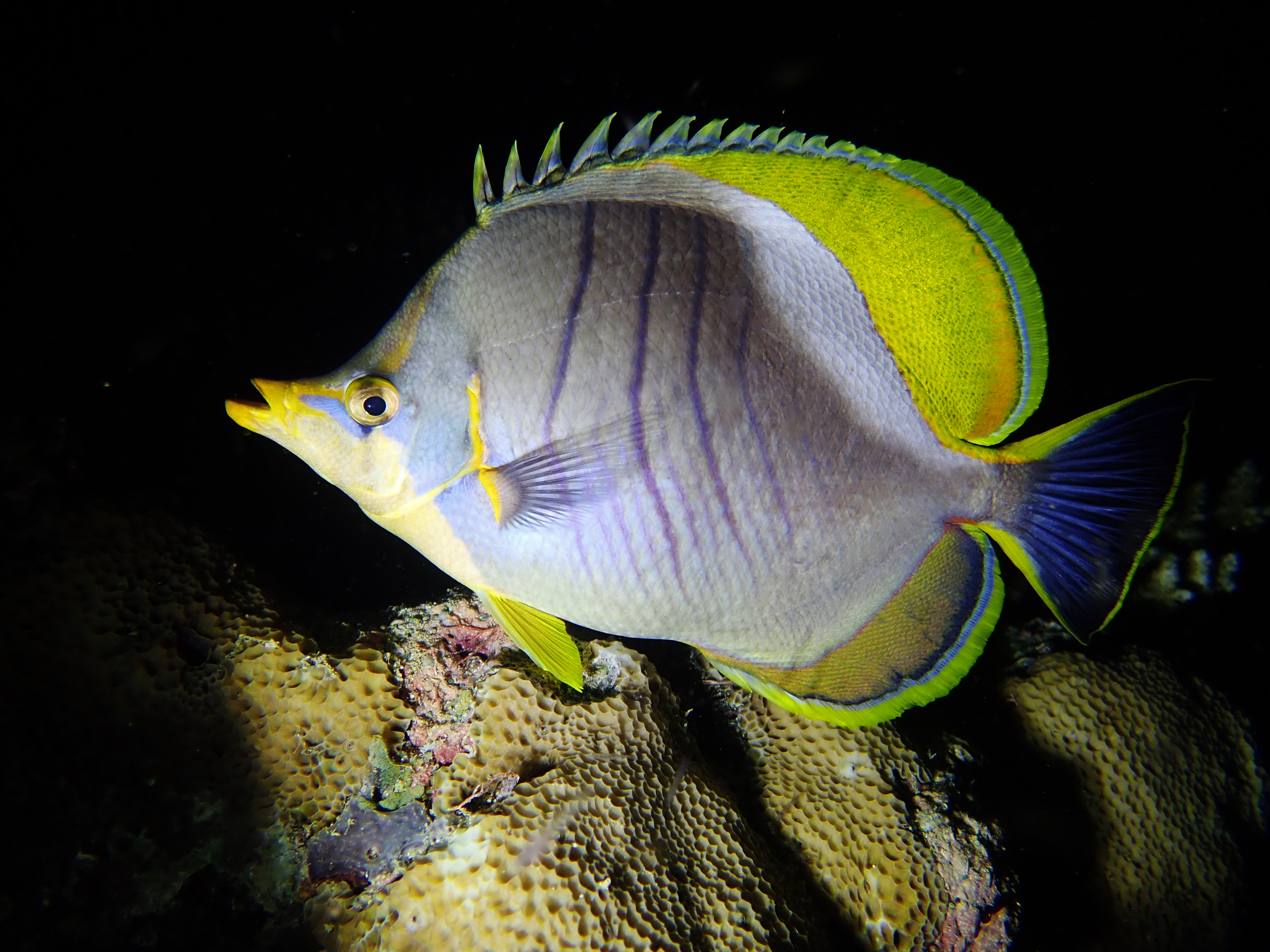
Kiểu hình vào ban đêm của C. xanthocephalus

C. xanthocephalus có chiều dài cơ thể lớn nhất được ghi nhận là 20 cm. Loài này có màu trắng với những đường sọc mảnh, màu xanh tím, hình chữ V nằm ở hai bên thân (vùng lưng có màu trắng sáng hơn). Từ trán xuống toàn bộ vùng mõm, cằm và ngực, cũng như vây bụng có màu vàng cam. Nắp mang có vệt vàng uốn cong theo rìa sau. Vây ngực trong suốt, cũng có một đốm vàng cam ở gốc. Trước ở mắt có một vệt xanh lam, vạch đen băng dọc qua đồng tử. Vây lưng có màu vàng cam, còn vây hậu môn có màu nâu cam, tất cả đều có dải viền vàng dọc theo rìa. Vây đuôi trong suốt với các tia màu xanh óng (rìa sau có màu cam); rìa trên và dưới của cuống đuôi có dải màu cam kéo dài đến hai thùy đuôi. Cá con có dải đen băng dọc qua mắt, cũng như có thêm một đốm đen trên cuống đuôi. Vào ban đêm, C. xanthocephalus trở nên sẫm xám hơn.
Số gai ở vây lưng: 13–14; Số tia vây ở vây lưng: 21–26; Số gai ở vây hậu môn: 3; Số tia vây ở vây hậu môn: 21–23; Số gai ở vây bụng: 1; Số tia vây ở vây bụng: 5.

## Sinh thái học

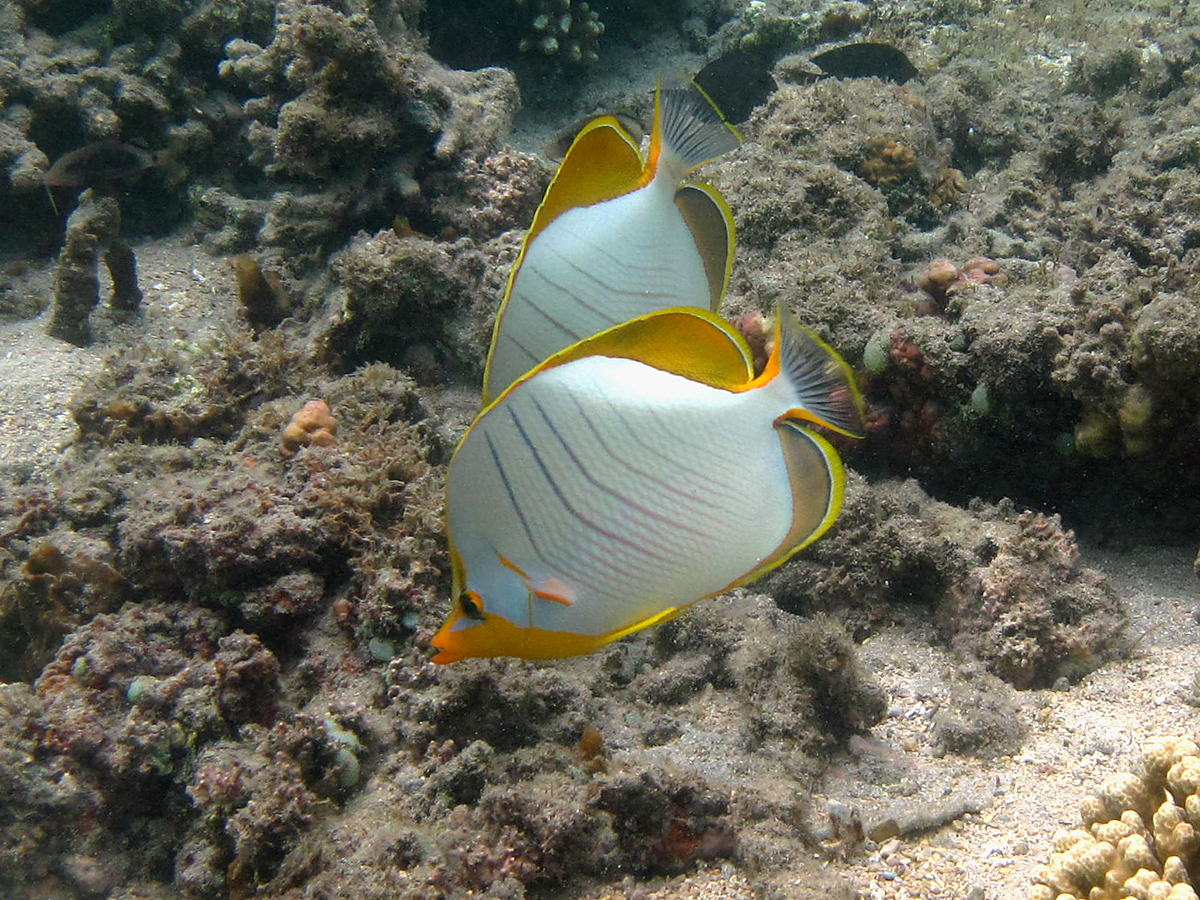
Một đôi C. xanthocephalus

C. xanthocephalus là loài ăn tạp, chủ yếu là tảo và một số loài thủy sinh không xương sống nhỏ. Tuy cũng ăn san hô nhưng C. xanthocephalus không hoàn toàn phụ thuộc vào nguồn thức ăn này.
C. xanthocephalus thường sống đơn độc hoặc kết đôi với nhau (đặc biệt là vào thời điểm sinh sản), nhưng cũng có khi hợp thành một nhóm nhỏ khoảng 5–6 cá thể. C. xanthocephalus tỏ ra hung hăng với những loài cá bướm khác khi bị xâm phạm lãnh thổ.

## Lai tạp
Những cá thể mang kiểu màu trung gian giữa C. xanthocephalus và Chaetodon ephippium đã được bắt gặp trong tự nhiên.

## Thương mại
C. xanthocephalus được thu thập trong ngành kinh doanh cá cảnh nhưng không phổ biến.